# Walter Gordon Wilson
Walter Gordon Wilson, né le 21 avril 1874 à Blackrock (Dublin) et mort le 1er juillet 1957 à Coventry, est un ingénieur en mécanique britannique, inventeur et membre du Royal Naval Air Service avec le grade de major. Il est distingué en 1919 par la Royal Commission on Awards to Inventors (en) comme le co-inventeur du tank, avec sir William Tritton (en). Il est à ce titre membre de l'Ordre de Saint-Michel et Saint-Georges.

## Éducation
Walter Gordon Wilson est né à Blackrock, Comté de Dublin, le 21 avril 1874. Il fut cadet de la marine sur le HMS Britannia.
En 1894, il entre à King's College, Cambridge, où il étudie la science mécanique en vue de présenter le tripos donnant un diplôme de First-class honour (en), Bachelor of Arts, en 1897. Wilson a agi comme « mécanicien » pour l'Honorable C. S. Rolls, à plusieurs reprises, alors qu'ils étaient étudiants à Cambridge.

## Moteur aéronautique de 1898
Intéressé par le vol propulsé, il collabora avec Percy Sinclair Pilcher et Adrian Verney-Cave, plus tard Baron Braye (en), afin de tenter de faire des moteurs aéronautiques à partir de 1898. Le moteur était un flat-twin refroidi par air et ne pesait que 40 livres (vingt kilos), mais peu de temps avant un vol de démonstration prévu le 30 septembre 1899, il cassa son vilebrequin. Peu disposé à laisser tomber ses bailleurs de fonds, Pilcher opta pour démontrer un planeur, qui s'est écrasé le blessant mortellement. Le choc de la mort de Pilcher, à seulement 33 ans, a terminé les plans de Wilson pour les moteurs d'avion, mais il a gardé le concept du flat twin et l'a utilisé par la suite dans des voitures de sa fabrication qu'il nomma Wilson-Pilcher.

## La voiture Wilson-Pilcher de 1900
À la suite de la mort de Pilcher il passe à la construction de la voiture à moteur Wilson–Pilcher, qu'il lance en 1900. Cette voiture fut remarquable par le fait qu'elle était disponible avec un moteur quatre cylindres à plat ou un six cylindres à plat, lui conférant un excellent équilibre et un centre de gravité bas. Chaque cylindre refroidi à l'eau était séparé, et identique pour les deux moteurs, ayant alésages et course de 3,75 pouces (95,25 mm) donnant les cylindrées de 2 715 cm3 pour le quatre cylindres et 4 072 cm3 pour le six cylindres. Les cylindres étaient légèrement compensés par des manetons de séparation et le vilebrequin avait des roulements intermédiaires entre chaque paire de cylindres.
La boîte de vitesses de la voiture était également nouvelle, avec un double réducteur épicycloïdal et boulonnée directement sur le moteur. Cela permit quatre vitesses avec transmission directe à la vitesse supérieure. Tous les engrenages étaient hélicoïdaux et enfermés dans un bain d'huile, donnant une transmission particulièrement silencieuse. La marche arrière fut construite dans l'essieu arrière, comme le fut le frein à tambour à pédale, qui fut logé dans un grand boîtier en aluminium.
Après s'être marié en 1904, il rejoint Armstrong Whitworth qui avait pris en charge la production de la voiture Wilson-Pilcher. La seule voiture à avoir survécu est une quatre cylindres maintenue dans le Derby par la Rolls-Royce Heritage Trust. De 1908 à 1914, il a travaillé avec J & E Hall de Dartford à la conception des camions Hallford, qui furent amplement employés par l'armée pendant la première Guerre Mondiale.

## Chars
Avec le déclenchement de la Première Guerre Mondiale, Wilson rejoint la navy et la Royal Naval Armoured Car Division, qui protégea la Royal Naval Air Service en France. Lorsque l'Amirauté commença à s'intéresser aux véhicules blindés de combat en vertu de la Landships Comitee en 1915, 20 escadrons furent assignés et Wilson fut chargé des expériences. Wilson a travaillé avec l'ingénieur agronome William Tritton à la mise au point du premier tank Britannique appelé "Little Willie". Sur la suggestion de Wilson, les chenilles furent prolongées tout le long du véhicule. Cette deuxième conception d'abord appelée Wilson, puis le "mille-pattes" puis "Big Willie" et enfin "Mère" est devenu le prototype du Tank Mark I.
Concevant plusieurs des premiers chars d'assaut Britanniques, il incorpora des planétaires utilisés dans le Tank Mark V lui permettant d'être piloté par un seul conducteur, plutôt que les quatre qui étaient nécessaires auparavant. En 1937, il conçut un nouveau mode de pilotage donnant un plus grand rayon de braquage aux vitesses plus élevées.

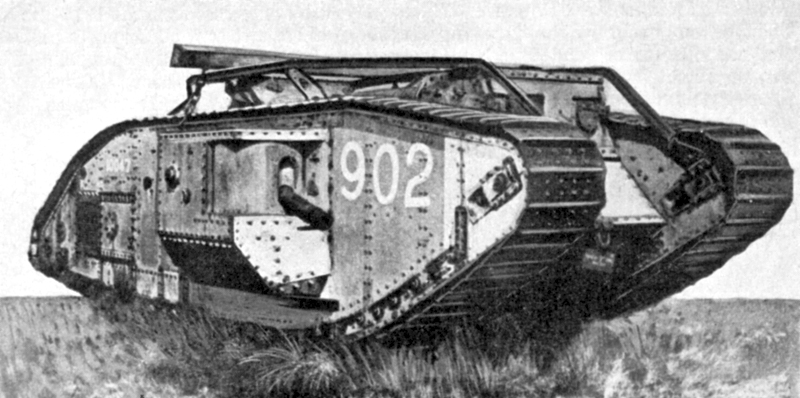
Char d'assaut Britannique Mark V, première guerre mondiale.

Il fut transféré à l'Armée Britannique en 1916 pour devenir un des acteurs majeurs dans la grosse Branche de la Machine Gun Corps (en) - l'embryon du Tank Corps. Il a été mentionné dans les dépêches à deux reprises et a été nommé compagnon de l'Ordre de Saint Michael et Saint George en 1917.

## Boite de vitesses Wilson à auto-changement
En 1928, il a inventé une boîte de vitesses à présélection, et formé la société Improved Gears Ltd avec J. D. Siddeley (en) afin d'élaborer le plan commercial. Improved Gears est devenu par après la Self-Changing Gears (en).
Les boites de vitesses Wilson à changement automatique (boites à présélecteur) furent disponibles sur la plupart des automobiles Armstrong Siddeley, fabriquées jusqu'à 1960, ainsi que sur les automobiles Daimler, Lanchester, Talbot, ÈRA, AC, Invicta et Riley, ainsi que les bus, les wagons et les chaloupes motorisées.
Ses travaux sur les engrenages furent utilisés dans de nombreux chars d'assaut Britanniques.

## Décès
Wilson est décédé le 1er juillet 1957.